# Gunnar Seidenfaden
Gunnar Seidenfaden, né le 24 février 1908 et mort le 9 février 2001, est un diplomate danois qui fut également botaniste, spécialiste de la flore d'Asie du Sud-Est.

## Biographie
Gunnar Seidefaden étudie la botanique à l'université de Copenhague à la Faculté de biologie de 1926 à 1934. Il participe bientôt à des expéditions botaniques au Groenland (possession danoise). À partir de 1928, il y passe six étés, en partie comme botaniste de l'expédition (1931-1934) cofinancée par la Fondation Carlsberg et la couronne danoise et dirigée par Lauge Koch, à laquelle participent nombre de naturalistes, botanistes, géologues, zoologistes, etc. Malheureusement, Gunnar Seidenfaden échoue à l'examen de magisterkonferens en botanique et il se tourne vers des études d'économie et de sciences politiques. Il reçoit le diplôme de candidat en sciences politiques en 1940. Ensuite, il entre dans la carrière diplomatique.
Il est ambassadeur en Thaïlande de 1955 à 1959, puis ambassadeur en URSS de 1959 à 1961, puis il dirige le bureau juridique du ministère des Affaires étrangères, jusqu'en 1967. Il représente le Danemark dans des conférences internationales concernant l'environnement. Il assiste ainsi à la convention de Washington (1973), à la convention d'Helsinki (1979) et à la convention de Berne (1979).
Depuis son poste en Thaïlande, il devient expert dans le domaine des orchidées et de la flore du sud-est asiatique et fait parvenir de nombreux spécimens au jardin botanique de Copenhague. Il fait don de sa collection de plus de dix mille spécimens (ainsi que des illustrations de Katja Anker et d'autres auteurs) à l'université de Copenhague qui administre le jardin botanique de Copenhague. Il collabore avec le Royal Thai Forest Department avec lequel il organise de nombreuses expéditions de collectes de plantes dans les années 1980. Parmi ses publications concernant les orchidées, l'on peut distinguer The Orchids of Thailand – A Preliminary List (en collaboration avec T. Smitinand), The Orchids of Indochina (1992), The Orchids of Peninsular Malaysia and Singapore (en collaboration avec Jeffrey Wood, 1992) et  Orchid Genera in Thailand vol. I- XIV. Ses ouvrages sont strictement taxonomiques et floristiques, mais illustrés avec ses propres dessins reprenant des parties des fleurs au microscope.
En 1938, il remporte un prix au Danemark pour le meilleur ouvrage scientifique de l'année grâce à son livre Moderne Arktisk Forskning à propos de son expédition de l'Arctique.
Gunnar Seidefaden a décrit au moins cent-vingt nouvelles espèces.

## Hommages
Genres d'Orchidaceae
- Seidenfadenia Garay
- Seidenfadeniella C.S.Kumar
- Seidenfia Szlach.
- Gunnarella Senghas
- Gunnarorchis Brieger

Le genre éteint de requins Fadenia, remontant au Permien, a également été baptisé de son nom en son honneur.

## Source
- (es) Cet article est partiellement ou en totalité issu de l’article de Wikipédia en espagnol intitulé « Gunnar Seidenfaden » (voir la liste des auteurs).

Seidenf. est l’abréviation botanique standard de Gunnar Seidenfaden.
Consulter la liste des abréviations d'auteur en botanique ou la liste des plantes assignées à cet auteur par l'IPNI, la liste des champignons assignés par MycoBank, la liste des algues assignées par l'AlgaeBase et la liste des fossiles assignés à cet auteur par l'IFPNI.